# IC 2220
IC 2220 – mgławica refleksyjna znajdująca się w gwiazdozbiorze Kila. Odkrył ją DeLisle Stewart 30 marca 1900 roku. Znajduje się w odległości około 1200 lat świetlnych od Ziemi. W literaturze anglojęzycznej często określana jest mianem Toby Jug Nebula (Toby Jug to rodzaj kubka bądź dzbanka z uchem, służącego do picia) lub Butterfly Nebula (tą drugą nazwą zwykle jednak określa się mgławicę NGC 6302).
IC 2220 jest obłokiem gazów i pyłów rozświetlanym od wewnątrz przez gwiazdę HD 65750 – czerwonego olbrzyma o masie około 5 razy większej niż masa Słońca. Gwiazda ta liczy tylko około 50 milionów lat, mimo to jest w znacznie bardziej zaawansowanym stadium swojego życia niż Słońce. Wyrzuca ona część swej masy w otaczającą przestrzeń kosmiczną, formując obłok gazu i pyłu w miarę ochładzania się materii. Ten etap życia gwiazdy jest raczej krótkotrwały, dlatego obiekty tego typu spotyka się rzadko. Struktura mgławicy IC 2220 jest niemal symetryczna i ma około jednego roku świetlnego średnicy.